# Flå kommun, Sør-Trøndelag
Flå kommun (norska: Flå kommune) var en kommun i Sør-Trøndelag fylke i Norge. Kommunen omfattade den östra delen av nuvarande Melhus kommun. Tätorten Ler utgjorde kommunens centralort.

## Administrativ historik
Flå kommun upprättades 1880 genom utbrytning ur Melhus kommun. Kommunen hade 614 invånare vid upprättandet.
Den 1 januari 1964 gick kommunen åter upp i Melhus kommun. Kommunens hade då 843 invånare.